# Église Notre-Dame-des-Lumières de Nantes
L'église Notre-Dame-des-Lumières est une église catholique située à Nantes, en Loire-Atlantique. Elle fait partie d'un couvent de carmes du même nom dont elle est l'église conventuelle, mais est également rattachée à la paroisse de l'église Sainte-Marie-Madeleine.

## Localisation
L'église se trouve à l'est de l'île de Nantes, près du parc Beaulieu, allée Titus Brandsma ou au n°4 de la rue des Voituriers-d'Eau.

## Description de l'édifice
L'église est construite dans un style moderne mais d'inspiration traditionnelle. Elle a une forme de pentagone et un toit en tente couvert d'ardoise, surmonté d'une haute flèche. Elle possède également de grandes verrières garantissant que l'intérieur soit très lumineux.
Elle n'est pas classée aux monuments historiques.

## Histoire
L'église et le couvent sont construits sur le site d'un ancien hangar militaire de l'île de Nantes.
Elle est l'église conventuelle du couvent des Frères de la Bienheureuse Vierge Marie du Mont-Carmel, c'est-à-dire des Grands Carmes ou Carmes chaussés. Ces derniers avaient plus ou moins disparu de France, mais ont réalisé à la fin du XXe siècle leur réimplantation dans le pays. Ainsi le couvent de Nantes est fondé en 1993. L'église est construite entre 1992 et 1994, sur des plans de l'architecte Bertrand Lemaire.
Elle est placée sous le patronage de la Vierge Marie, sous un vocable fréquemment utilisé par la famille carmélite.